# Elecciones municipales de Tacna de 2006
Las elecciones municipales de Tacna de 2006 se llevaron a cabo el 19 de noviembre de 2006 para elegir al alcalde y al Concejo Provincial de Tacna para el periodo 2007-2010. La elección se celebró simultáneamente con elecciones regionales y municipales (provinciales y distritales) en todo el Perú.

## Sistema electoral
La Municipalidad Provincial de Tacna es el órgano administrativo y de gobierno de la provincia de Tacna. Está compuesta por el alcalde y el Concejo Provincial.
La votación del alcalde y el concejo se realiza en base al sufragio universal, que comprende a todos los ciudadanos nacionales mayores de dieciocho años, empadronados y residentes en la provincia de Tacna y en pleno goce de sus derechos políticos, así como a los ciudadanos no nacionales residentes y empadronados en la provincia de Tacna.
El Concejo Provincial de Tacna está compuesto por 11 regidores elegidos por sufragio directo para un período de cuatro (4) años, en forma conjunta con la elección del alcalde (quien lo preside). La votación es por lista cerrada y bloqueada. Se asigna a la lista ganadora los escaños según el método d'Hondt o la mitad más uno, lo que más le favorezca.

## Composición del Concejo Provincial de Tacna
La siguiente tabla muestra la composición del Concejo Provincial de Tacna antes de las elecciones.
| Partidos | Partidos                                   | Regidores |
| -------- | ------------------------------------------ | --------- |
|          | Renacimiento Andino                        | 7         |
|          | Unidad Nacional                            | 1         |
|          | Lista Independiente N° 1 Frente Tacneñista | 1         |
|          | Partido Aprista Peruano                    | 1         |
|          | Descentralización y Desarrollo             | 1         |

## Partidos y candidatos
A continuación se muestra una lista de los principales partidos y alianzas electorales que participaron en las elecciones:
| Candidatura | Candidatura | Partidos y alianzas                                                                        | Candidatos | Candidatos                 | Ideología                                                        | Resultado previo | Resultado previo | Ref. |
| Candidatura | Candidatura | Partidos y alianzas                                                                        | Candidatos | Candidatos                 | Ideología                                                        | Votos (%)        | Reg.             | Ref. |
| ----------- | ----------- | ------------------------------------------------------------------------------------------ | ---------- | -------------------------- | ---------------------------------------------------------------- | ---------------- | ---------------- | ---- |
|             | RA          | Lista - Renacimiento Andino (RA)                                                           |            | Jacinto Gómez Mamani       | Indigenismo Plurinacionalismo Socialdemocracia                   | 16.33%           | 7                |      |
|             | UN          | Lista - Unidad Nacional (UN) – Partido Popular Cristiano (PPC) – Solidaridad Nacional (SN) |            | Jorge Salinas Cerreño      | Democracia cristiana Conservadurismo Neoliberalismo              | 15.81%           | 1                |      |
|             | APRA        | Lista - Partido Aprista Peruano (APRA)                                                     |            | Roger Zavala Vicente       | Aprismo                                                          | 11.46%           | 1                |      |
|             | RD          | Lista - Reconstrucción Democrática (RD)                                                    |            | Jorge Abril Flores         | Humanismo                                                        | 0.69%            | 0                |      |
|             | UPP         | Lista - Unión por el Perú (UPP)                                                            |            | José Nieto Quispe          | Nacionalismo de izquierda Socialdemocracia                       | Nuevo            | Nuevo            |      |
|             | Sí Cumple   | Lista - Agrupación Independiente Sí Cumple (Sí Cumple)                                     |            | Juvenal Villanueva Delgado | Fujimorismo Populismo de derecha                                 | Nuevo            | Nuevo            |      |
|             | J           | Lista - Justicia Nacional (J)                                                              |            | Corinne Flores Lemaire     | Reformismo                                                       | Nuevo            | Nuevo            |      |
|             | RP          | Lista - Resurgimiento Peruano (RP)                                                         |            | Julio Medina Castro        | Conservadurismo                                                  | Nuevo            | Nuevo            |      |
|             | CNI         | Lista - Coordinadora Nacional de Independientes (CNI)                                      |            | Fidel Carita Monroy        | Liberalismo Centrismo                                            | Nuevo            | Nuevo            |      |
|             | AvP         | Lista - Avanza País (AvP)                                                                  |            | Luis Liendo Pizarro        | Conservadurismo social Etnocacerismo Socialdemocracia            | Nuevo            | Nuevo            |      |
|             | PA          | Lista - Perú Ahora (PA)                                                                    |            | Luis Ramos Chávez          | Reformismo                                                       | Nuevo            | Nuevo            |      |
|             | RN          | Lista - Restauración Nacional (RN)                                                         |            | Robert Contreras Ramírez   | Liberalismo económico Conservadurismo social Humanismo cristiano | Nuevo            | Nuevo            |      |
|             | MHP         | Lista - Movimiento Humanista Peruano (MHP)                                                 |            | Telémaco Benavides Panclas | Humanismo Socialismo Ecosocialismo                               | Nuevo            | Nuevo            |      |
|             | PNP         | Lista - Partido Nacionalista Peruano (PNP)                                                 |            | Marina Quihue de Cuadros   | Socialismo democrático Nacionalismo de izquierda                 | Nuevo            | Nuevo            |      |
|             | CT          | Lista - Contigo Tacna (CT)                                                                 |            | Aurelio Turpo Castillo     | Regionalismo tacneño                                             | Nuevo            | Nuevo            |      |
|             | TU          | Lista - Movimiento Independiente Regional Tacna Unida (TU)                                 |            | Luis Torres Robledo        | Regionalismo tacneño                                             | Nuevo            | Nuevo            |      |
|             | IND         | Lista - Lista Independiente N° 1 Cambiemos Tacna Moderna y Segura                          |            | Carlos Valdivia Gamboa     | Localismo tacneño                                                | Nuevo            | Nuevo            |      |

## Resultados

### Sumario general
|                        |                                                           |              |              |              |           |           |  |  |
| Partidos y coaliciones | Partidos y coaliciones                                    | Voto popular | Voto popular | Voto popular | Regidores | Regidores |  |  |
| Partidos y coaliciones | Partidos y coaliciones                                    | Votos        | %            | ±pp          | Total     | +/−       |  |  |
|                        | Movimiento Independiente Regional Tacna Unida (TU)        | 32,837       | 25.14        | Nuevo        | 7         | +7        |  |  |
|                        | Coordinadora Nacional de Independientes (CNI)             | 27,960       | 21.41        | Nuevo        | 3         | +3        |  |  |
|                        | Partido Nacionalista Peruano (PNP)                        | 16,265       | 12.45        | Nuevo        | 1         | +1        |  |  |
|                        | Partido Aprista Peruano (APRA)                            | 8,311        | 6.36         | –5.10        | 0         | –1        |  |  |
|                        | Renacimiento Andino (RA)                                  | 7,814        | 5.98         | –10.35       | 0         | –7        |  |  |
|                        | Perú Ahora (PA)                                           | 5,919        | 4.53         | Nuevo        | 0         | ±0        |  |  |
|                        | Contigo Tacna (CT)                                        | 5,122        | 3.92         | Nuevo        | 0         | ±0        |  |  |
|                        | Restauración Nacional (RN)                                | 4,967        | 3.80         | Nuevo        | 0         | ±0        |  |  |
|                        | Unión por el Perú (UPP)                                   | 4,922        | 3.77         | n/a          | 0         | ±0        |  |  |
|                        | Resurgimiento Peruano (RP)                                | 4,884        | 3.74         | Nuevo        | 0         | ±0        |  |  |
|                        | Justicia Nacional (J)                                     | 4,244        | 3.25         | Nuevo        | 0         | ±0        |  |  |
|                        | Reconstrucción Democrática (RD)                           | 2,287        | 1.75         | +1.06        | 0         | ±0        |  |  |
|                        | Avanza País (AvP)                                         | 1,523        | 1.17         | Nuevo        | 0         | ±0        |  |  |
|                        | Unidad Nacional (UN)                                      | 1,385        | 1.06         | –14.75       | 0         | –1        |  |  |
|                        | Lista Independiente N° 1 Cambiemos Tacna Moderna y Segura | 1,044        | 0.80         | n/a          | 0         | ±0        |  |  |
|                        | Agrupación Independiente Sí Cumple (Sí Cumple)            | 573          | 0.44         | Nuevo        | 0         | ±0        |  |  |
|                        | Movimiento Humanista Peruano (MHP)                        | 556          | 0.43         | Nuevo        | 0         | ±0        |  |  |
|                        |                                                           |              |              |              |           |           |  |  |
| Total                  | Total                                                     | 130,613      |              |              | 11        | ±0        |  |  |
|                        |                                                           |              |              |              |           |           |  |  |
| Votos válidos          | Votos válidos                                             | 130,613      | 88.74        | +0.13        |           |           |  |  |
| Votos en blanco        | Votos en blanco                                           | 7,101        | 4.82         | ±0.00        |           |           |  |  |
| Votos nulos            | Votos nulos                                               | 9,464        | 6.43         | –0.14        |           |           |  |  |
| Votos emitidos         | Votos emitidos                                            | 147,178      | 91.12        | +0.53        |           |           |  |  |
| Abstenciones           | Abstenciones                                              | 14,350       | 8.88         | –0.53        |           |           |  |  |
| Votantes registrados   | Votantes registrados                                      | 161,528      |              |              |           |           |  |  |
|                        |                                                           |              |              |              |           |           |  |  |
| Fuente:                |                                                           |              |              |              |           |           |  |  |

## Elecciones municipales distritales

### Resultados por distrito
La siguiente tabla enumera el control de los distritos de la provincia de Tacna. El cambio de mando de una organización política se resalta del color de ese partido.
| Distrito                             | Alcalde(sa) titular       | Partido político | Partido político        | Alcalde(sa) electo(a)    | Partido político | Partido político             |
| ------------------------------------ | ------------------------- | ---------------- | ----------------------- | ------------------------ | ---------------- | ---------------------------- |
| Alto de la Alianza                   | Víctor Gandarillas Chávez |                  | Tacna Heroica           | Luis Mamani Churacutipa  |                  | Partido Nacionalista Peruano |
| Calana                               | Juan Ramos Arocutipa      |                  | Alianza por Tacna       | Juan Ramos Arocutipa     |                  | Contigo Tacna                |
| Ciudad Nueva                         | Edgar Ticona Ramírez      |                  | Reconstrucción Vecinal  | Genaro Condori Ramos     |                  | Contigo Tacna                |
| Coronel Gregorio Albarracín Lanchipa | Víctor Cabrera Zolla      |                  | Partido Aprista Peruano | Víctor Cabrera Zolla     |                  | Partido Aprista Peruano      |
| Inclán                               | José Chávez Rejas         |                  | Perú Posible            | José Chávez Rejas        |                  | Tacna Unida                  |
| Pachía                               | Mauricio Maquera Llanque  |                  | Perú Posible            | Víctor Cutipa Melchor    |                  | Partido Nacionalista Peruano |
| Palca                                | Floro Husnayo Ayca        |                  | Unidad Nacional         | Aureliano Gutiérrez Ayca |                  | Contigo Tacna                |
| Pocollay                             | Ángel Huanca Jarecca      |                  | Frente Tacneñista       | Fausto Foraquita Mendoza |                  | Alianza Vecinal              |
| Sama                                 | Wilson Bertolotto Ticona  |                  | Unidad Nacional         | Wilson Bertolotto Ticona |                  | Tacna Unida                  |